# Sant Agustí de Lloret Salvatge
Sant Agustí de Lloret Salvatge és una ermita d'Amer (Selva) inclosa a l'Inventari del Patrimoni Arquitectònic de Catalunya.

## Descripció
Edifici aïllat, parcialment aterrassat i situat dalt d'un turó al paratge anomenat Lloret Salvatge, vora el marge dret del Ter pujant cap al Pantà de Susqueda.
És una construcció romànica d'una sola nau rectangular coberta amb volta de canó reforçada per un arc toral i amb absis semicircular, un pèl irregular. L'interior és arrebossat i pintat de color blanc i blau. Hi ha bancs correguts a excepció del sector del presbiteri alçat i un altar amb tres lloses de pedra. El sòl està enrajolat i la porta d'accés s'obre al mur de tramuntana amb un arc de mig punt al qual manquen les pedres de l'adovellament.
Pel que fa als exteriors, el sostre és de doble vessant a façana i conté un gran campanar d'espadanya amb dos òculs, actualment buits de campanes. L'exterior de l'absis consta de tres grups de decoració d'arcuacions llombardes, separades per lesenes, que descansen sobre bases de pedra. Els dos grups laterals tenen quatre i cinc lesenes i el central, set. Al centre de l'absis hi ha una finestra de doble esqueixada, deixant una obertura central molt estreta.
Les façanes són de fileres de pedra, petits carreus poc desbastats, ben alineats però irregulars. Hi ha una altra finestra d'una sola esqueixada al sector nord i una altra de cruciforme, al costat occidental, sota el campanar.
Al voltant de l'ermita hi ha un recinte amb tres avets plantats que possiblement fos el recinte de l'antic cementiri parroquial. A més, a la façana nord, hi ha un aterrassament que aplana l'accés i l'entrada del recinte.

## Història
Ermita datada del segle xi i vinculada originalment al monestir de Santa Maria d'Amer. Inicialment sembla que estigué dedicada a Sant Julià, en la seva primer menció, al segle x (949), apareix vinculada al topònim de "Loreddo", és a dir, Lloret. El 979 és anomenat en la documentació com a "Lauretum". Malgrat aquestes primeres mencions del segle x, segons el plafó informatiu col·locat a la façana de l'ermita, a tocar la porta, indica que existeix un primer esment del segle IX (860) en documentació relativa a Carles el Calb.
Sembla que, malgrat patir els efectes del terratrèmol de 1427, conserva en bona part la seva estructura original que, possiblement no es restaurarà fins al segle xvi. Se n'aprecien diverses formes i consolidacions, interiors i exteriors, dels segles posteriors.
Fins al segle xix s'hi conserva una important talla d'una Mare de Déu datada del segle xiii. Aquesta talla de fusta policromada va desaparèixer, però se'n conserva documentació fotogràfica.
Sant Agustí de Lloret Salvatge fou un nucli de població medieval i una antiga parròquia, actualment sense culte. Al voltant de l'ermita s'alcen les següents masies: Can Sitges, Can Puig de Lloret Salvatge, La Gultresa i Can Roure.
Actualment s'hi pot accedir lliurement, ja que l'ermita està oberta al públic i la porta tancada amb un pal.